# فيليب لينز
فيليب لينز (بالبرتغالية: Philipe Lins؛ مواليد 17 أغسطس 1985) هو مُقاتل فنون قتالية مختلطة برازيلي.

## وصلات خارجية
- فيليب لينز على موقع يو إف سي (الإنجليزية)
- فيليب لينز على موقع بيلاتور (الإنجليزية)
- فيليب لينز على موقع شيردوغ (الإنجليزية)
- فيليب لينز على موقع Tapology.com (الإنجليزية)
- فيليب لينز على موقع فايت ماتريكس (الإنجليزية)
- فيليب لينز على موقع IMDb (الإنجليزية)